# Athemus hubeiensis
Athemus hubeiensis es una especie de coleóptero de la familia Cantharidae.

## Distribución geográfica
Habita en Hubei (China).